# Feuerwehrgerätehaus Hiddesen

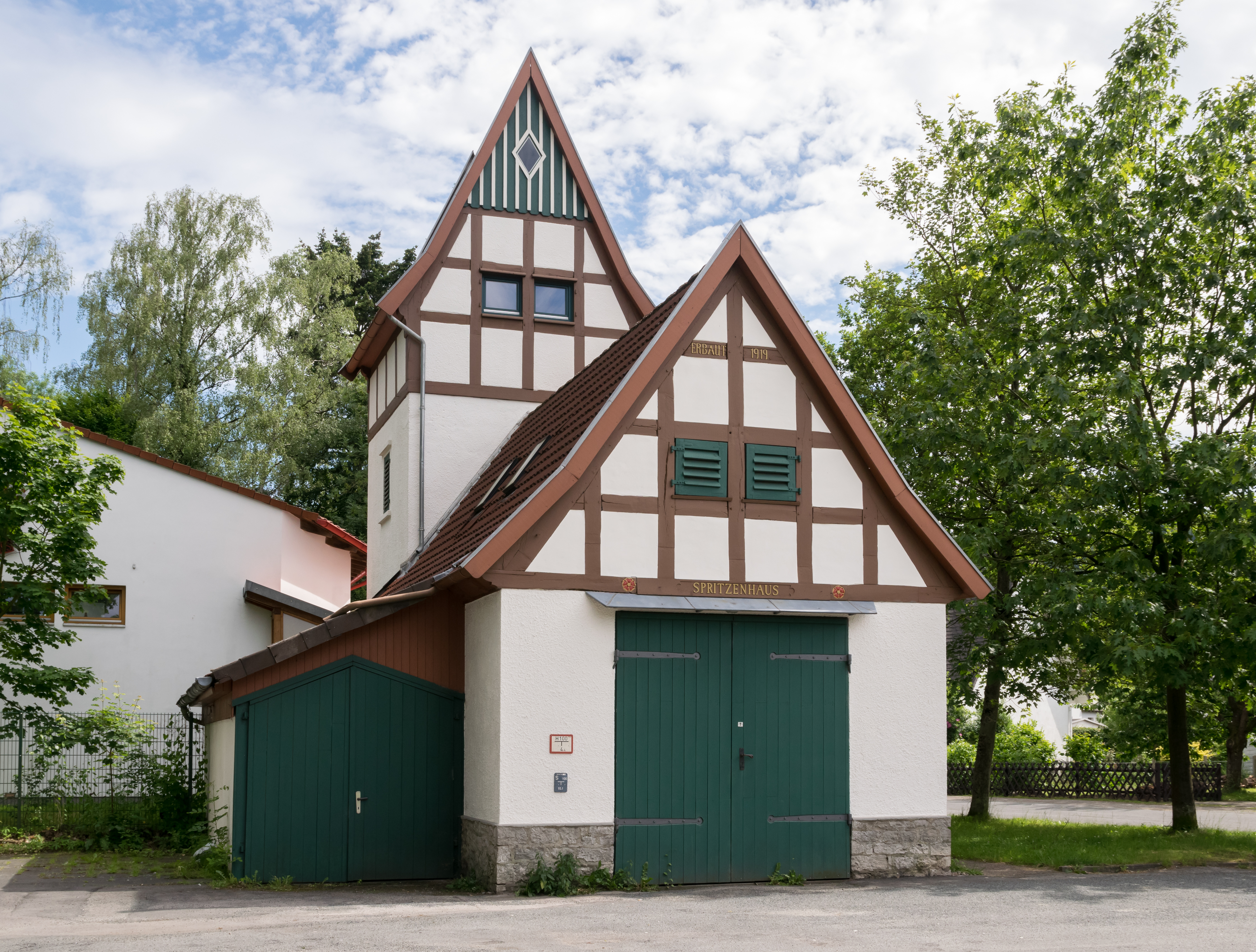
Feuerwehrgerätehaus mit Schlauchturm

Das Feuerwehrgerätehaus in Hiddesen wurde im Jahr 1919 errichtet. Es ist seit dem 23. März 1994 unter der Nummer A452 als Baudenkmal in der Liste der Baudenkmäler der Stadt Detmold eingetragen.

## Geschichte und Architektur
In der seinerzeit noch selbstständigen Gemeinde Hiddesen wurde 1919 eine Freiwillige Feuerwehr gegründet. An der Ecke Katerallee/Erbhofstraße entstand gleichzeitig ein Feuerwehrhaus mit Schlauchturm.
Das Gerätehaus ist ein eingeschossiger Putzbau auf Bruchsteinsockel. Im Fachwerkgiebel an der Nordseite befinden sich zwei Lüftungsklappen, im Giebelbalken die Inschrift ERBAUT 1919. Oberhalb des Holztores zwei geschnitzte Lippische Rosen, dazwischen der Schriftzug SPRITZENHAUS. Der südlich angebaute Turm ist wie das Gerätehaus ein Putzbau auf Bruchsteinsockel, jedoch mit Fachwerk-Kniestock. Der Zugang erfolgt durch eine Rundbogentür an der Westseite. Die Holzklappläden an drei Turmseiten sind mit Lüftungsschlitzen versehen. In den verbretterten Giebelspitzen befinden sich kleine, rautenförmige Fenster.
Die Satteldächer von Gerätehaus und Turm sind mit roten Betondachziegeln eingedeckt.